# Ragnar Lundberg
Ragnar Lundberg   (Suècia, 22 de setembre de 1924 - Kalmar, 10 de juliol de 2011) va ser un atleta suec, especialista en el salt de perxa i les curses de tanques, que va competir durant les dècades de 1940 i 1950.
Durant la seva carrera esportiva va prendre part en tres edicions dels Jocs Olímpics, sempre disputant la prova del salt de perxa del programa d'atletisme. Guanyà la medalla de bronze als Jocs de Hèlsinki de 1952, mentre als Jocs de Londres de 1948 i als de Melbourne de 1956 fou cinquè.
En el seu palmarès també destaquen tres medalles al Campionat d'Europa d'atletisme. D'or el 1950 i plata el 1954 en el salt de perxa, i de plata en els 110 metres tanques el 1950. Va guanyar onze campionats nacionals de salt de perxa (1948 a 1958) i quatre dels 110 metres tanques (1949 a 1951 i 1953). També va millorar el rècord d'Europa de salt de perxa des 4,32 metres als 4,44 metres entre 1948 i 1952) i el rècord de Suècia dels 4,21 als 4,46 metres.

## Millors marques
- 110 metres tanques. 14.7" (1950)
- Salt de perxa. 4,46 (1956)[1][5]